# 河仙市
河仙市（越南语：／）是越南坚江省下辖的省辖市，位于越南与柬埔寨边境上。

## 地理
河仙市北接柬埔寨，南连坚江省堅良縣。該市是永济河的出海口。

## 历史
河仙之地原属柬埔寨，高棉人将该地区称为“边”意思是“港口”或“出海口”。明朝遗臣鄚玖投奔柬埔寨，被柬王安置在此地。鄚玖最早开发了此地，后来于1708年转而向越南的广南阮主称臣，阮主以其地设置河仙镇，此地遂成为阮主辖境。鄚玖和他的子孙世守本镇。
明命十三年（1832年），明命帝阮福晈下旨廢除嘉定城，將下屬5鎮改制為6省，由朝廷直接管轄。其中，河仙鎮改設為河仙省，省蒞設在安邊府河洲縣，即今日的河仙市。
越南共和国时，河仙省与沥架省合并为坚江省，河仙省莅设为河仙郡。
1975年，越南南方共和国接收政权，河仙郡改制為河仙縣，下辖河仙市镇、坚良市肆、平安社、平山社、阳和社、和田社、美德社、富美社、新庆和社、顺安社、永调社。
1978年6月3日，平山社划归魂坦縣管辖。
1983年9月27日，坚良市肆改制为坚良市镇。
1988年5月24日，坚海县仙海社划归河仙县管辖。
1998年7月8日，河仙县以河仙市镇、顺安社（除部分区域划归富美社）、美德社、仙海社1市镇3社析置河仙市社；河仙市镇和美德社部分区域分设为平山坊、东湖坊、苏州坊、炮台坊4坊；河仙市社下辖平山坊、东湖坊、苏州坊、炮台坊、顺安社、美德社、仙海社4坊3社。
1999年4月21日，河仙县改名为坚良县。
2009年6月29日，坚良县富美社部分区域划归河仙市社东湖坊管辖。
2012年9月17日，河仙市社被评定为三级城市。
2018年9月11日，美德社改制为美德坊；河仙市社改制为河仙市。

## 行政區劃
河仙市下辖5坊2社，市人民委员会位于东湖坊。
- 平山坊（Phường Bình San）
- 东湖坊（Phường Đông Hồ）
- 美德坊（Phường Mỹ Đức）
- 炮台坊（Phường Pháo Đài）
- 苏州坊（Phường Tô Châu）
- 顺安社（Xã Thuận Yên）
- 仙海社（Xã Tiên Hải）

## 民族
河仙市民族有华族、高棉族、京族等，其中华族占居民的一半。華族仍保留部分習俗，然而已不會說雷州話寫漢字。

## 經濟
河仙市经济以商业、服务业为主。

## 觀光
古人有《河仙十吟》，赞颂河仙十景：东湖印月、南浦澄波、屏山叠翠、石洞吞云、金屿拦涛、珠岩落鹭、萧寺晚钟、江城夜鼓、芦溪渔舶、鹿屿村居:101。